# Parafia Podwyższenia Krzyża Świętego w Siedlcu Dużym
Parafia Podwyższenia Krzyża Świętego w Siedlcu Dużym – parafia rzymskokatolicka, znajdująca się w archidiecezji częstochowskiej, w dekanacie koziegłowskim.